# إيداع (اسم)
إيْدَاع هو اسم علم مؤنث من أصل عربي، ومعناه هو صون الشيء وحفظه وتصييره إلى الدعة والسكون.